# Danny Jacobs
Danny Jacobs (eigentl. Daniel Charles Jacobs, Jr., * 7. Juli 1968 in Detroit, Michigan) ist ein US-amerikanischer Synchronsprecher und Schauspieler.

## Leben
Danny Jacobs war in den 1990er Jahren überwiegend als Theater-Schauspieler tätig. Seit 1999 ist er in erster Linie als Synchronsprecher für Animationsserien und -Filme sowie Computerspiele tätig. Seit 2008 synchronisiert er die Figur King Julien, erstmals in der Serie Die Pinguine aus Madagascar. Für diese Rolle wurde er 2011 und 2015 mit einem Daytime Emmy Award als „herausragender Darsteller in einem animierten Programm“ ausgezeichnet.
Sein Schaffen umfasst mehr als 70 Produktionen.

## Filmografie (Auswahl)

### Synchronisation
- 1999: Futurama (Animationsserie)
- 2008–2015: Die Pinguine aus Madagascar (The Penguins of Madagascar, Animationsserie)
- 2009: Fröhliches Madagascar (Merry Madagascar)
- 2013: Verrücktes Madagascar (Madly Madagascar)
- 2014–2017: King Julien (All Hail King Julien, Animationsserie)
- 2014: Penguins of Madagascar
- 2015–2018: Miles von Morgen (Miles from Tomorrowland, Animationsserie)
- 2019: Pinky Malinky (Animationsserie)
- 2020: Animaniacs (Animationsserie)

### Schauspieler
- 2007: Fantastic Movie (Epic Movie)

### Computerspiele
- 2009: Batman: Arkham Asylum
- 2020: Marvel’s Avengers